# Божерянов, Иван Николаевич
Иван Николаевич Божерянов (27 января (8 февраля) 1852—10 января 1919) — русский искусствовед и автор популярных исторических работ. Отец художника, театрального декоратора А. И. Божерянова.

## Биография
- 1870 г. — окончил курс наук в Николаевском кавалерийском училище. Затем три года был вольнослушателем в Санкт-Петербургском университете, служил в департаменте таможенных сборов[1].
- С 1892 по 1895 год состоял при Министерстве внутренних дел.

Занимался созданием статей по истории русского искусства, которые публиковались в различных периодических изданиях.
С 1889 по 1896 гг. состоял в редакции «Русского вестника».

## Труды автора
- «Очерк истории развития искусств в царствование Петра Великого» (СПб., 1872)
- «100-летие СПб. Императорского Большого театра» (СПб., 1883)
- «Столетие журнала Собеседник любителей российского слова» (СПб., 1883)
- «Великая Княгиня Екатерина Павловна Ольденбургская, королева Виртембергская» (СПб., 1888; переведена на немецкий язык)
- «Очерк книгопечатания в России» (1895)
- «Как праздновал и празднует народ русский Рождество Христово, Новый год, Крещение и Масляницу. Исторический очерк» (1894)
- «Как праздновал русский народ Рождество Христово» (1895)
- « Граф Егор Францевич Канкрин, его жизнь, литературные труды и двадцатилетняя деятельность управления Министерством финансов» (1897).
- «Первый царственный генерал-фельдцейхмейстер великий князь Михаил Павлович» (1898)
- «Жизнеописание императрицы Александры Феодоровны, супруги Николая I» (1898—1899)
- «Петербург в Петрово время» (1900)
- «Невский проспект. Культурно-исторический очерк двухвековой жизни Петербурга.» В 2 томах. — СПб.: Художественные мастерские А. И. Вильборга, 1902.
- «Иллюстрированная история русского театра» (6 вып., 1903—1908)
- «Как началась осада в 1854 г. Севастополя» (1904)
- «300 лет со дня основания Верхотурского Николаевского монастыря и двухвековое пребывание в нем св. мощей чудотворца Симеона Верхотурского» (1904)
- «Три первые царя дома Романовых, все вступившие на престол, имея не более 16-ти лет от роду» (1912)
- «Поход в Москву Наполеона и его бегство из России» (1912)
- «Детство, воспитание и лета юности Русских Императоров» (1914)